# Fes (lligadura)
|  | Per a altres significats sobre la ciutat, vegeu «Fes». |

El  fes  (del turc fes de l'àrab "Fas" del Marroc) o  tarbuix  (de l'àrab طربوش) és una lligadura masculina, de feltre rígid, sovint de color vermell, amb forma de con truncat i ornada d'una borla generalment negra. Impulsat per l'Imperi Otomà, l'ús del fes s'estengué durant el segle xix entre diversos grups ètnics i religiosos d'aquest imperi, dels Balcans fins al nord d'Àfrica.

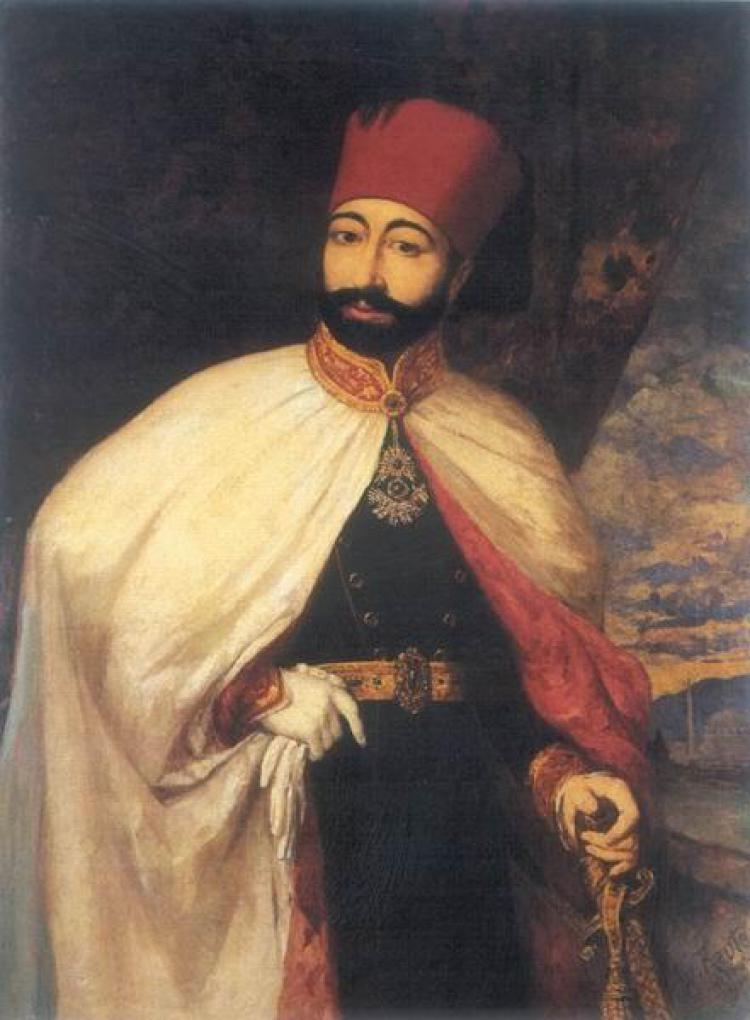
Retrat del sultà de l'Imperi Otomà Mahmud II després de les seves reformes en el vestir

El fes es va desenvolupar a un gran nivell de la moda pels sastres jueus amb un estil especial a Tunísia al segle xvii, quan les modes a Europa ja havien canviat d'una manera menys tradicional. Els artesans van involucrar als seus clients més importants, membres selectes dels suqs de moltes ciutats.
A la primera meitat del segle xix el fes era alt i ample i s'adornava amb una cinta de seda blava (glaçó), que després va ser negra i es va transformar, només en certs models, en un llarg plomall negre de fils retorçats. La lligadura va obtenir gran èxit, es va exportar i es va convertir en símbol del Magrib i bona part d'Orient Pròxim.

## Fes tunisià
El fes de Tunísia, un dels més cèlebres, es compon d'una malla feta a mà amb llana cardada i filada per les dones a les cases d'Ariana, barri del nord de Tunis. S'impregna després en oli i s'envia a el-Batha, prop de Tebourba, únic taller de drapers actualment en funcionament. Les peces es reenvien a la capital per ser tenyides de vermell (abans es feia en Zaghouan) i cardada per segona vegada. Posteriorment se'ls estira i prepara amb ajuda de premses que encara es poden veure en els tallers d'alguns artesans. Finalment es posa la punta de llana on va la borla i el nínxol, marca de fàbrica.

## Ús militar
El fes fou la lligadura gairebé universal de l'exèrcit otomà des de la dècada de 1840 fins a la revolució dels Joves Turcs, quan restà per a passeig i gala entre la tropa. Donat el prestigi otomà, el fes fou adoptat per altres exèrcits musulmans, com ara l'egipci.
Havent esdevingut el fes un símbol del soldat musulmà, i una lligadura popular al nord d'Àfrica, les tropes "indígenes" creades per les potències colonials europees en aquella zona a partir de la invasió francesa d'Algèria (1830) reberen uniformes d'estil moresc en què generalment la lligadura reglamentària era el fes o alguna de similar.

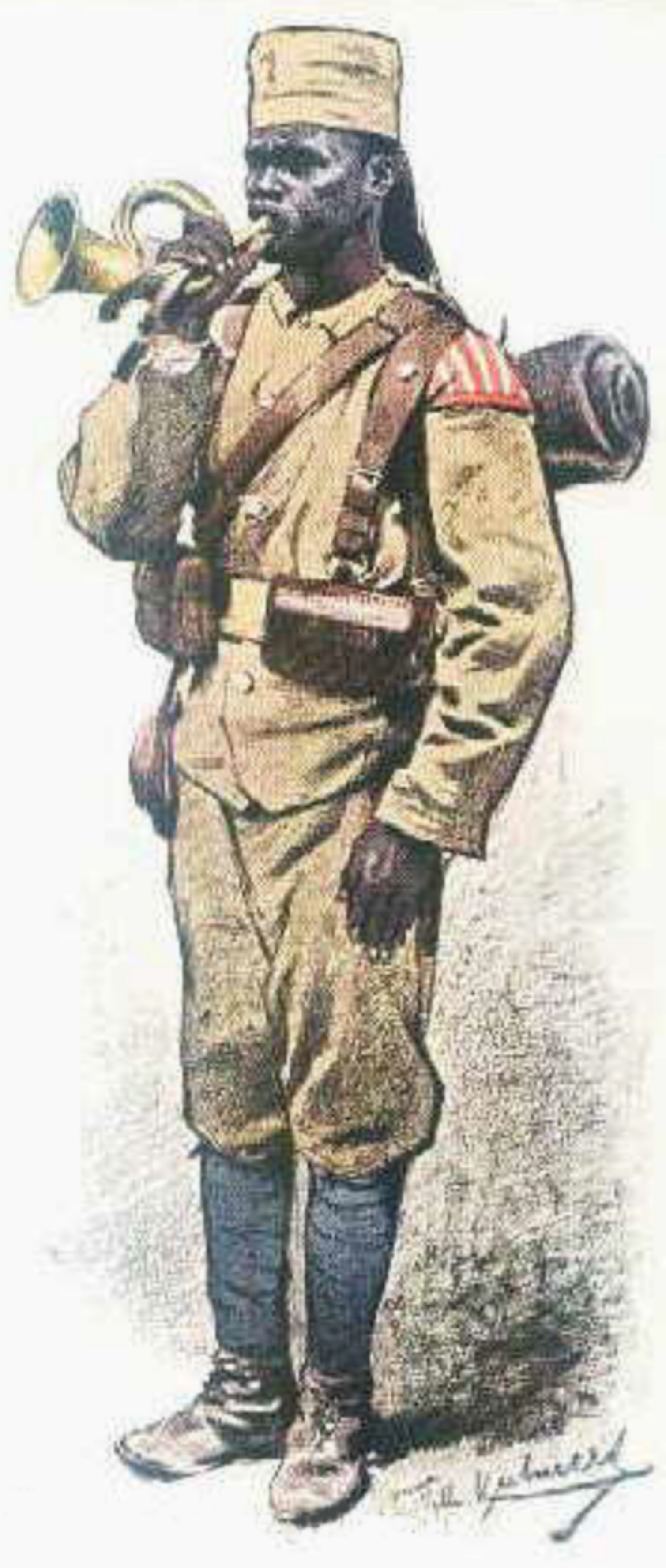
Àscari de l'exèrcit alemany (1914) en uniforme de campanya, amb el fes roig protegit per funda caqui amb clatellera

Amb el pas del temps el fes esdevingué sinònim de 'soldat indígena (àrab, amazic o negre)', de manera que a partir de la segona meitat del segle xix, amb l'expansió imperialista europea arreu del continent africà, aquesta lligadura es feu reglamentària per a les tropes autòctones de l'Àfrica negra al servei de potències colonials, fins i tot en territoris mancats de tradició musulmana, com, per exemple, el Congo Belga i l'Àfrica Austral (colònies portugueses i alemanyes incloses). A l'exèrcit espanyol el fes comparegué tardanament, el 1911, com a lligadura del cos "indígena" de Regulares fundat llavors.

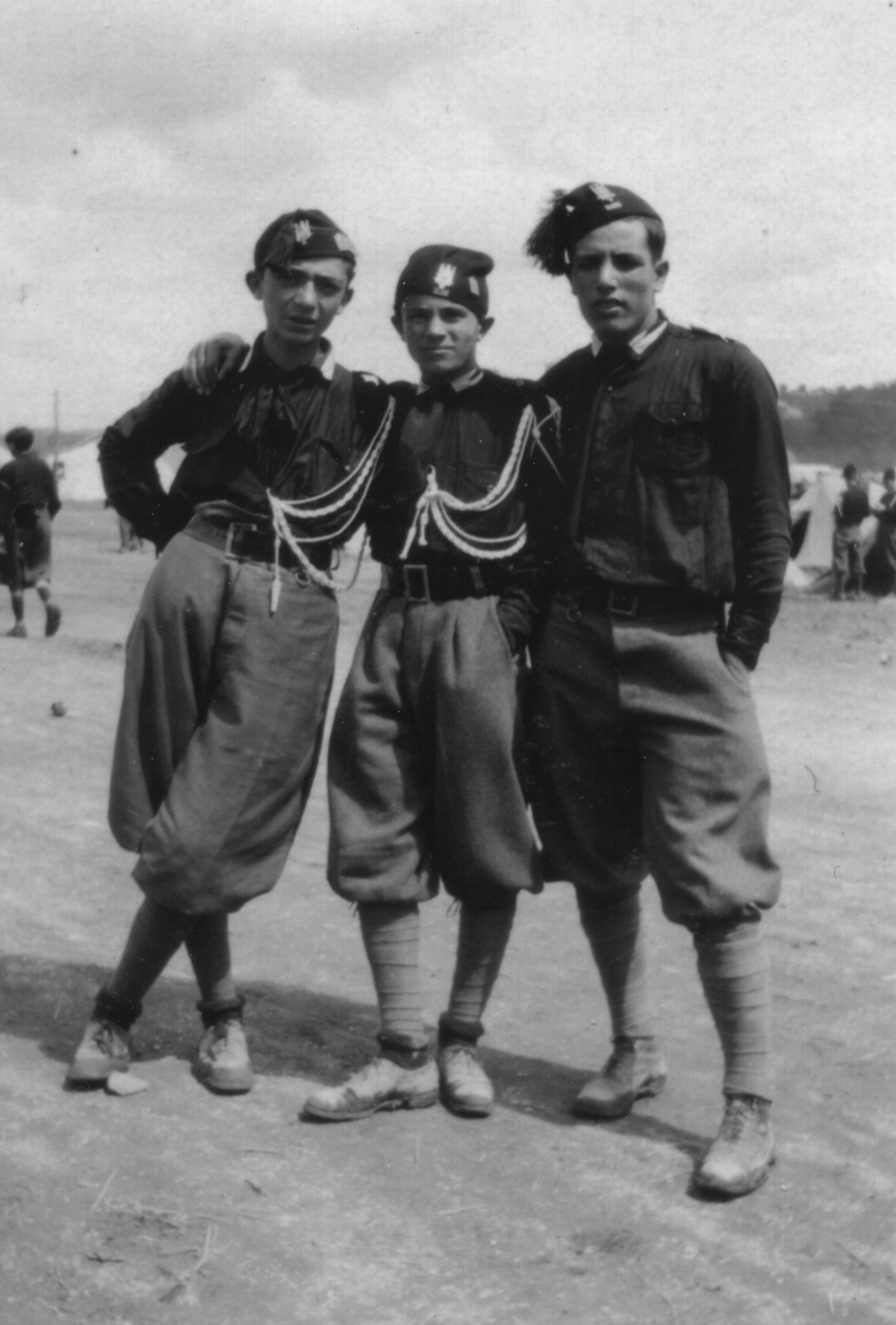
Milicians feixistes amb el característic fes d'estil arditi

També hi hagué tropes europees cofades amb fes: 
- D'una banda, els evzoni grecs, en què l'ús del fes, com de la resta de peces, prové de la vestimenta tradicional grega.
- De l'altra, i principalment, els zuaus, en herència dels usos indumentaris de les unitats "indígenes": en efecte, el cos de zuaus, en esdevenir de composició exclusivament europea (1841), conservà l'uniforme anterior.
- El fes té una tradició italiana peculiar, de derivació zuava. D'ençà 1855 els bersaglieri tenen com a lligadura de diari un fes tou de tipus zuau; en origen fou un obsequi que els feren els zuaus francesos en homenatge a la combativitat mostrada durant la Guerra de Crimea, en què ambdós cossos lluitaven braç a braç contra els russos. Com els zuaus a l'exèrcit francès, els bersaglieri adquiriren el prestigi de foces d'elit a l'exèrcit italià; probablement per això, i perquè bona part dels membres procedien de les files dels bersaglieri, durant la Primera Guerra Mundial les tropes d'assalt italianes (els arditi) adoptaren com a lligadura principal un fes d'estil bersagliere, però de color negre. D'ací, el fes negre passà directament a les milícies feixistes, com a element indumentari aportat pels nombrosos ex-arditi que hi afluïren, i hi fou oficialitzat tot seguit, fins a esdevenir un dels símbols paradigmàtics del feixisme italià.
- Per herència otomana, les unitats bosníaques de l'exèrcit austrohongarès es cofaven amb fes. Aquest reapareixeria a la Segona Guerra Mundial com a lligadura dels bosníacs allistats a les Waffen SS.

Percebut com a símbol de submissió colonial, el fes desaparegué dels exèrcits africans arran de la descolonització. Als exèrcits europeus, aquells cossos i unitats que en duien tradicionalment el conserven com a lligadura honorífica o de gala; per exemple, és el cas dels evzoni de la Guàrdia Presidencial grega, els zuaus francesos, els bersaglieri italians i els regulares espanyols (cos, aquest, esdevingut de composició europea arran la descolonització del Marroc).